# Анна Мітгуч
Анна Мітгух (нім. Waltraud Anna Mitgutsch; 2 жовтня 1948, Лінц, Австрія) — австрійська письменниця, літературний критик, перекладачка.

## Біографія
Вивчала германістику та англістику в Зальцбурзькому університеті, в 1974 році захистила в цьому навчальному закладі докторську дисертацію на тему поезії Теда Г'юза. У 1974—1985 роках викладала в університетах Австрії, Південної Кореї та США, опублікувала декілька книг англістики, займалася перекладами ліричних творів Філіпа Ларкіна та ін..
Починаючи з 1985 року, займається виключно літературною діяльністю.
Змінила віру на юдаїзм. Проживає у Лінці і Бостоні.

## Книги
- Zur Lyrik von Ted Hughes, Salzburg 1974
- The image of the female in DH Lawrence 's poetry, Salzburg 1981
- Покарання / Die Züchtigung, Roman, Düsseldorf 1985 (англ. пер. 1987, ісп. пер. 1988, швед. пер. 1990, італ. пер. 1994, яп. пер. 2000)
- Інша особа / Das andere Gesicht, Roman, Düsseldorf 1986 (в кишеньковому вид.: München 1988; гол. пер. 1988)
- Ausgrenzung, Roman, Frankfurt am Main 1989 (гол. пер. 1989, англ. пер. 1991 року, ісп. і швед. пер. 1992)
- В чужих містах / In fremden Städten, Roman, Hamburg 1992 (гол. пер. 1992 року, англ. пер. 1995 року, італ. пер. 1996)
- Прощання з Єрусалимом / Abschied von Jerusalem, Roman, Berlin 1995 (гол. пер. 1995 року, англ. пер. 1997, італ. пер. 2008)
- Erinnern und erfinden, Essays, Graz 1999
- Будинок дитинства / Haus der Kindheit, Roman, München 2000 (англ. пер. 2006, італ. пер. 2009)
- Familienfest, Roman, München 2003
- Два життя і один день / Zwei Leben und ein Tag, Roman, München 2007
- Wenn du wiederkommst, Roman, München 2010
- Die Welt, die Rätsel bleibt. Essays. München, Luchterhand Verlag 2013
- Die Grenzen der Sprache. An den Rändern des Schweigens . Essays. St. Pölten, Residenz Verlag 2013

## Визнання
- 1985: премія братів Грімм, м. Ганау, Німеччина, за дебютний роман
- 1986: премія Верхньої Австрії з культури
- 1992: премія Антона Вільдганса
- 2001: Літературна премія Золотурн
- 2001: Державна премія Австрії з літератури
- 2002: премія м. Лінц з мистецтва
- 2007: премія Генріха Гляйснера